# Anatolij Kaschtan
Anatolij Kaschtan (* 25. April 1987) ist ein ukrainischer Radrennfahrer.
Anatolij Kaschtan begann seine Karriere 2007 bei dem ukrainischen Continental Team Ukraine Neri Sottoli Team. In seiner ersten Saison gewann er die erste Etappe der Mainfranken-Tour und konnte so auch die Gesamtwertung für sich entscheiden. In der Gesamtwertung der Internationalen Deutschen Meisterschaft belegte er den fünften Rang.

## Erfolge
2007
- Gesamtwertung und eine Etappe Mainfranken-Tour

## Teams
- 2007 Ukraine Neri Sottoli